# Résistance à la pourriture

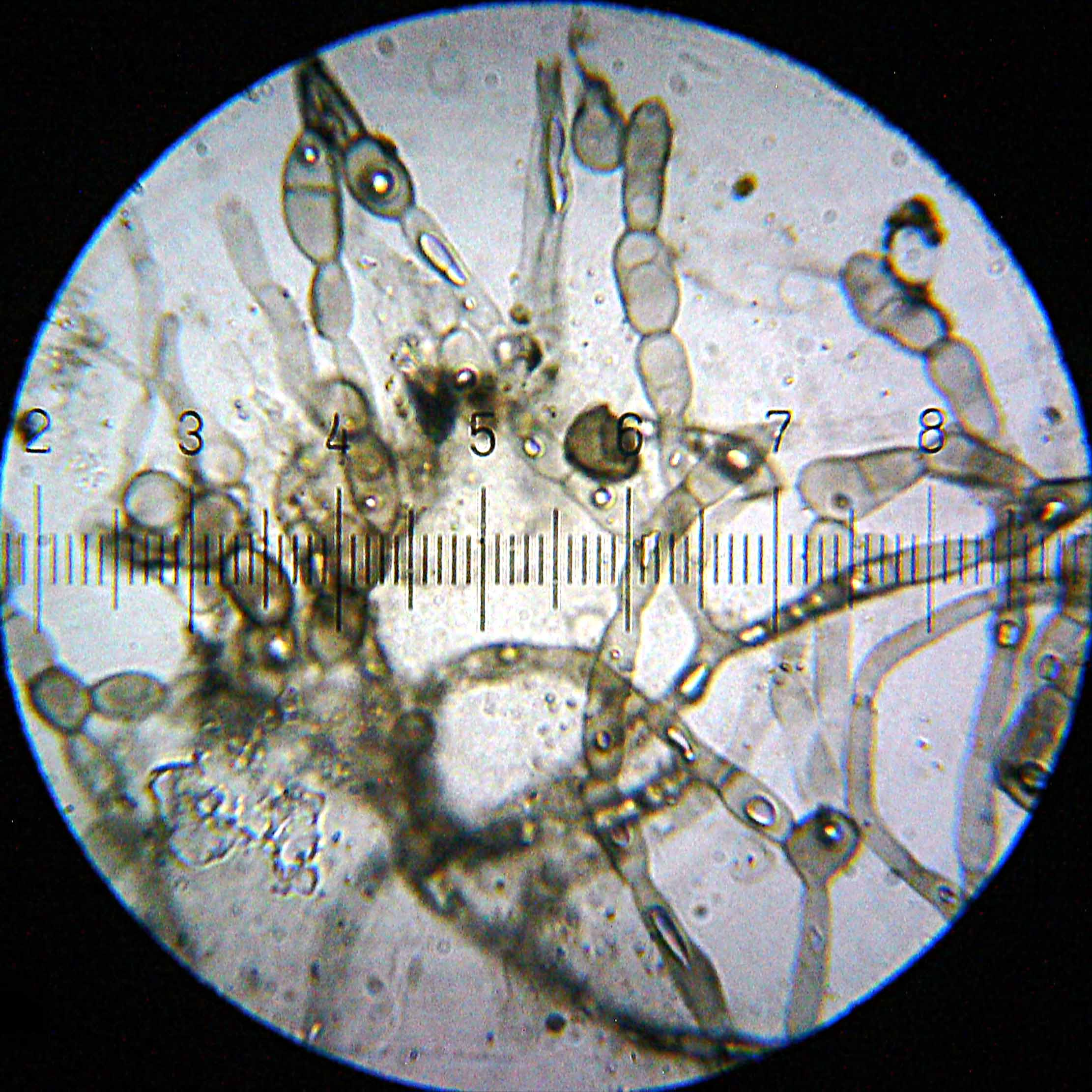
Moisissure du bois

La résistance à la pourriture est la condition de conservation ou de protection, par un procédé ou un traitement des matériaux utilisés dans l'industrie de fabrication ou de production pour éviter la biodégradation et la décomposition chimique. La décomposition est un facteur dans lequel la matière organique se décompose avec le temps. Elle est généralement causée par des champignons ou des moisissures. 
Il existe des conditions naturelles dans lesquelles l'environnement est inhospitalier pour les animaux, les bactéries et les champignons, par exemple en haute altitude et pour les températures glaciales inférieures à zéro de l'Arctique et de l'Antarctique, ce qui crée une suspension similaire. L'imperméabilisation des matériaux peut également empêcher la pourriture cubique et la  pourriture humide (en) . 